# Xyrogena hypena
Xyrogena hypena är en tvåvingeart som beskrevs av Ian David Whittington 2003. Xyrogena hypena ingår i släktet Xyrogena och familjen bredmunsflugor. Inga underarter finns listade i Catalogue of Life.